# 위례중앙중학교
위례중앙중학교(慰禮中央中學校)는 대한민국 경기도 성남시 수정구 창곡동에 있는 공립 중학교이다.

## 학교 연혁
- 2015년 : 위례중앙중학교 설립인가
- 2016년 3월 1일 : 초대 김용옥 교장 부임
- 2016년 3월 2일 : 2016학년도 신입생 입학식
- 2017년 2월 7일 : 제1회 졸업식
- 2023년 3월 1일 : 제4대 김귀선 교장 부임
- 2024년 1월 4일 : 제8회 졸업식
- 2024년 3월 4일 : 제9회 입학식

## 참고 자료
- 위례중앙중학교 - 한국교육학술정보원 학교알리미